# Japonia na Zimowych Igrzyskach Olimpijskich 2002
Japonię na Zimowych Igrzyskach Olimpijskich 2002 reprezentowało 103 zawodników. Był to siedemnasty start Japonii na zimowych igrzyskach olimpijskich.

## Zdobyte medale
| Medal  | Zawodnik         | Dyscyplina sportowa | Konkurencja             |
| ------ | ---------------- | ------------------- | ----------------------- |
| Srebro | Hiroyasu Shimizu | Łyżwiarstwo szybkie | 500 m mężczyzn          |
| Brąz   | Tae Satoya       | Narciarstwo dowolne | Jazda po muldach kobiet |

## Wyniki reprezentantów Japonii

### Biathlon
Mężczyźni
- Hidenori Isa

sprint - 62. miejsce
bieg indywidualny - 44. miejsce
- Hironao Meguro

bieg indywidualny - 66. miejsce
- Yukio Mochizuki

sprint - 69. miejsce
- Kyōji Suga

sprint - 41. miejsce
bieg pościgowy - 35. miejsce
bieg indywidualny - 20. miejsce
- Hironao Meguro
Hidenori Isa
Kyōji Suga
Yukio Mochizuki

sztafeta - 13. miejsce
Kobiety
- Mami Shindō

sprint - 45. miejsce
bieg pościgowy - 41. miejsce
bieg indywidualny - 64. miejsce
- Hiromi Suga

sprint - 30. miejsce
bieg pościgowy - 24. miejsce
bieg indywidualny - 42. miejsce
- Tamami Tanaka

sprint - 29. miejsce
bieg pościgowy - 23. miejsce
bieg indywidualny - 35. miejsce
- Ryōko Takahashi

sprint - 28. miejsce
bieg pościgowy - 36. miejsce
bieg indywidualny - 50. miejsce
- Mami Shindō
Hiromi Suga
Tamami Tanaka
Ryōko Takahashi

sztafeta - 13. miejsce

### Bobsleje
Mężczyźni
- Masanori Inoue
Hiroshi Suzuki

Dwójki - 21. miejsce
- Shinji Miura
Hiroaki Ohishi

Dwójki - 29. miejsce
- Hiroshi Suzuki
Shinji Miura
Shinji Doigawa
Masanori Inoue

Czwórki - 17. miejsce

### Biegi narciarskie
Mężczyźni
- Daichi Azegami

Sprint - 38. miejsce
- Katsuhito Ebisawa

15 km stylem klasycznym - 50. miejsce
20 km łączony - 49. miejsce
30 km stylem dowolnym - 42. miejsce
50 km stylem klasycznym - 38. miejsce
- Mitsuo Horigome

20 km łączony - 33. miejsce
30 km stylem dowolnym - 48. miejsce
- Hiroyuki Imai

15 km stylem klasycznym - 36. miejsce
20 km łączony - 34. miejsce
30 km stylem dowolnym - 27. miejsce
50 km stylem klasycznym - 6. miejsce
- Masaaki Kozu

Sprint - 47. miejsce
15 km stylem klasycznym - 19. miejsce
20 km łączony - 24. miejsce
30 km stylem dowolnym - 30. miejsce
50 km stylem klasycznym - 27. miejsce
- Hiroshi Kudo

15 km stylem klasycznym - 38. miejsce
50 km stylem klasycznym - 41. miejsce
- Masaaki Kozu
Hiroyuki Imai
Mitsuo Horigome
Katsuhito Ebisawa

sztafeta - 12. miejsce
Kobiety
- Nobuko Fukuda

Sprint - 39. miejsce
10 km łączony - 50. miejsce
15 km stylem dowolnym - DNF
- Midori Furusawa

15 km stylem dowolnym - 42. miejsce
30 km stylem klasycznym - 36. miejsce
- Kanoko Gotō

10 km stylem klasycznym - 32. miejsce
10 km łączony - 38. miejsce
15 km stylem dowolnym - 27. miejsce
- Madoka Natsumi

Sprint - 12. miejsce
10 km stylem klasycznym - 47. miejsce
10 km łączony - 59. miejsce
30 km stylem klasycznym - 26. miejsce
- Tomomi Ōtaka

Sprint - 47. miejsce
10 km stylem klasycznym - 48. miejsce
30 km stylem klasycznym - 43. miejsce
- Sumiko Yokoyama

10 km stylem klasycznym - 31. miejsce
10 km łączony - 27. miejsce
15 km stylem dowolnym - 22. miejsce
30 km stylem klasycznym - 21. miejsce
- Kanoko Gotō
Madoka Natsumi
Nobuko Fukuda
Sumiko Yokoyama

sztafeta - 10. miejsce

### Curling
Kobiety
- Akiko Katō, Yumie Hayashi, Ayumi Onodera, Kotomi Ishizaki - 2. zwycięstwa, 7. porażek - wynik końcowy - 8. miejsce

### Kombinacja norweska
Mężczyźni
- Satoshi Mori

Sprint - 22. miejsce
Gundersen - 30. miejsce
- Kenji Ogiwara

Sprint - 33. miejsce
Gundersen - 11. miejsce
- Daito Takahashi

Sprint - 6. miejsce
Gundersen - 12. miejsce
- Norihito Kobayashi

Sprint - 17. miejsce
- Gen Tomii

Gundersen - 33. miejsce
- Gen Tomii
Kenji Ogiwara
Satoshi Mori
Daito Takahashi

sztafeta - 8. miejsce

### Łyżwiarstwo figurowe
Mężczyźni
- Yōsuke Takeuchi

soliści - 22. miejsce
- Takeshi Honda

soliści - 4. miejsce
Kobiety
- Yoshie Onda

solistki - 17. miejsce
- Fumie Suguri

solistki - 5. miejsce

### Łyżwiarstwo szybkie
Mężczyźni
- Kuniomi Haneishi

500 m - 12. miejsce
- Hiroki Hirako

5000 m - 17. miejsce
- Manabu Horii

500 m - 14. miejsce
1000 m - 2. miejsce
- Yōsuke Imai

1000 m - 15. miejsce
1500 m - 34. miejsce
- Toshihiko Itokawa

5000 m - 12. miejsce
10000 m - 11. miejsce
- Takaharu Nakajima

1500 m - 23. miejsce
- Hiroyuki Noake

1000 m - 44. miejsce
1500 m - 15. miejsce
- Hiroyasu Shimizu

500 m - 
- Keiji Shirahata

1500 m - 25. miejsce
5000 m - 13. miejsce
10000 m - 4. miejsce
- Toyoki Takeda

500 m - 8. miejsce
1000 m - 16. miejsce
Kobiety
- Yayoi Nagaoka

1500 m - 24. miejsce
- Nami Nemoto

3000 m - 18. miejsce
5000 m - DNF
- Yuri Obara

1500 m - 29. miejsce
- Tomomi Okazaki

500 m - 6. miejsce
- Sayuri Ōsuga

500 m - 12. miejsce
1000 m - 18. miejsce
- Eriko Sanmiya

500 m - 11. miejsce
1000 m - 17. miejsce
- Eriko Seo

3000 m - 19. miejsce
- Maki Tabata

1000 m - DSQ
1500 m - 9. miejsce
3000 m - 6. miejsce
5000 m - 8. miejsce
- Aki Tonoike

1000 m - 7. miejsce
1500 m - 14. miejsce
- Yukari Watanabe

500 m - 9. miejsce

### Narciarstwo alpejskie
Mężczyźni
- Kiminobu Kimura

gigant - 37. miejsce
slalom - 18. miejsce
- Kentarō Minagawa

slalom - DSQ
- Akira Sasaki

gigant - 34. miejsce
slalom - DNF
- Yasuyuki Takishita

zjazd - 42. miejsce
supergigant - DNF
Kobiety
- Noriyo Hiroi

gigant - 29. miejsce
slalom - 14. miejsce
- Kumiko Kashiwagi

gigant - 35. miejsce
slalom - 16. miejsce

### Narciarstwo dowolne
Mężczyźni
- Katsuya Nakamoto

jazda po muldach - 26. miejsce
- Taku Nakanishi

jazda po muldach - 20. miejsce
- Teppei Noda

jazda po muldach - 30. miejsce
- Yūgo Tsukita

jazda po muldach - 16. miejsce
- Taku Nakanishi

skoki akrobatyczne - 20. miejsce
Kobiety
- Miyuki Hatanaka

jazda po muldach - 20. miejsce
- Tae Satoya

jazda po muldach - 
- Aiko Uemura

jazda po muldach - 6. miejsce

### Saneczkarstwo
Mężczyźni
- Shigeaki Ushijima

jedynki - 27. miejsce
- Takahisa Oguchi
Kei Takahashi

dwójki - DNF
Kobiety
- Yumie Kobayashi

jedynki - 25. miejsce

### Short track
Mężczyźni
- Takafumi Nishitani

500 m - 8. miejsce
- Naoya Tamura

1000 m - 7. miejsce
1500 m - 29. miejsce
- Satoru Terao

500 m - 5. miejsce
1000 m - 12. miejsce
1500 m - 18. miejsce
- Takafumi Nishitani
Satoru Terao
Yugo Shinohara
Takehiro Kodera
Naoya Tamura

sztafeta - 5. miejsce
Kobiety
- Yuka Kamino

500 m - 25. miejsce
1500 m - 20. miejsce
- Chikage Tanaka

500 m - 12. miejsce
1000 m - 7. miejsce
1500 m - 7. miejsce
- Ikue Teshigawara

1000 m - 17. miejsce
- Chikage Tanaka
Yuka Kamino
Ikue Teshigawara
Atsuko Takata
Nobuko Yamada

sztafeta - 4. miejsce

### Skeleton
Mężczyźni
- Masaru Inada - 18. miejsce

- Kazuhiro Koshi - 8. miejsce

Kobiety
- Eiko Nakayama - 12. miejsce

### Skoki narciarskie
Mężczyźni
- Kazuyoshi Funaki

Skocznia duża - 7. miejsce
Skocznia normalna - 9. miejsce
- Masahiko Harada

Skocznia duża - 20. miejsce
Skocznia normalna - 20. miejsce
- Noriaki Kasai

Skocznia duża - 41. miejsce
Skocznia normalna - 49. miejsce
- Hideharu Miyahira

Skocznia duża - 24. miejsce
- Hiroki Yamada

Skocznia normalna - 33. miejsce
- Masahiko Harada
Hiroki Yamada
Hideharu Miyahira
Kazuyoshi Funaki

sztafeta - 5. miejsce

### Snowboard
Mężczyźni
- Kentaro Miyawaki

halfpipe - 23. miejsce
- Daisuke Murakami

halfpipe - 13. miejsce
- Takaharu Nakai

halfpipe - 5. miejsce
Kobiety
- Michiyo Hashimoto

halfpipe - 12. miejsce
- Ran Iida

gigant równoległy - DSQ
- Nagako Mori

halfpipe - 16. miejsce
- Yoko Miyake

halfpipe - 8. miejsce
- Tomoka Takeuchi

gigant równoległy - 2. miejsce
- Yuri Yoshikawa

halfpipe - 14. miejsce